# Aleksander Čupović
Aleksander Čupović (Šid, 26. siječnja 1905. – Zagreb, 27. studenoga 1988.), hrvatski pravnik i publicist,
Diplomirao pravo u Zagrebu. Sudski vježbenik, pristav i sudac u nekoliko gradova sjeverne Hrvatske. Od 1951. je u Zagrebu i radi kao odvjetnik. Obnašao dužnost tajnika i potpredsjednika Odvjetničke komore Hrvatske. 26 godina urednik časopisa Odvjetnik. Objavio više pravnopovijesnih rasprava. Nositelj plakete "Dr Ive Politea" od 1980. godine.
Uredio je katalog izložbe Stoljetni razvoj pravne službe u Samoboru.

## Vanjske poveznice
- Billiongraves, Grobnica Aleksandra Čupovića